# اچ‌ان‌ال‌ام‌اس زمین‌لرزه (۱۸۹۰)
اچ‌ان‌ال‌ام‌اس زمین‌لرزه (۱۸۹۰) (به انگلیسی: HNLMS Sumatra (1890)) یک کشتی است که طول آن ۲۲۹ فوت ۷ اینچ (۶۹٫۹۸ متر) می‌باشد. این کشتی در سال ۱۸۹۰ ساخته شد.